# داشبلاغ برزند
داشبلاغ برزند یک روستا در ایران است که در دهستان پائین برزند واقع شده‌است. داشبلاغ برزند ۱۸ نفر جمعیت دارد.